# R3 (企業)
R3（R3 LLC）は分散台帳技術を開発する企業である。  金融システムにおける分散台帳の使用に関する研究と開発において世界最大の金融機関70社以上が参加するコンソーシアムを率いている。本社はニューヨーク市で、David Rutterによって2014年に設立された。 現在のCTOはRichard G Brownである。

## Corda
コンソーシアムの共同の努力により、より複雑な取引を処理し、取引データへのアクセスを制限するため、特に金融界に向けられたCorda  と呼ばれるオープンソースの分散型元帳プラットフォームが作成された。ブロックチェーンデータベースに触発され、ブロックチェーンの利点の多くを期待されているが、ブロックチェーンではないとR3は主張する（#論争）。
Cordaの目的は、その上に構築されたいかなるサービスでもネットワーク参加者間で互換性があることを確実にするプラットフォームを提供することである。革新を促進し、市場投入までの時間を短縮し、基盤となるインフラストラクチャが少なくとも投資元企業によって受け入れられ理解されることを目指す。Cordaは銀行間取引の利便性を維持・向上させるように設計されている。
「多くの製品を搭載したプラットフォームが1つあれば、インターネットのようなものが得られます。しかしながらイノベーションが得られ、お互いに通信することができます」 - David Rutter
Cordaのコードは2016年11月30日に公開され、将来はHyperledgerプロジェクトに寄与される可能性がある。Hyperledgerは非営利のLinux Foundationが主導した業界を跨ぐプロジェクトであり、共通の基準を策定してブロックチェーン技術を進化させている。

## 歴史
コンソーシアムは9つの金融機関で2015年（平成27年）9月15日に開始した。
2015年（平成27年）9月15日の参加者は次の通り。
- バークレイズ
- ビルバオ・ビスカヤ・アルヘンタリア銀行
- オーストラリア・コモンウェルス銀行
- クレディ・スイス
- ゴールドマン・サックス
- JPモルガン
- ロイヤルバンク・オブ・スコットランド
- ステート・ストリート
- UBS の9社である。

2週間後、新たに13社が参加。内訳は次の通り。
- バンカメ
- バンク・オブ・ニューヨーク・メロン
- シティグループ
- コメルツ銀行
- ドイツ銀行
- HSBC
- 三菱UFJフィナンシャル・グループ
- モルガン・スタンレー
- ナショナルオーストラリア銀行
- カナダロイヤル銀行
- SKF
- ソシエテ・ジェネラル
- トロント・ドミニオン銀行[5]。

2015年（平成27年）10月28日にみずほ銀行、ノルデア銀行、ウニクレディトが参加。
2015年（平成27年）11月19日にパリバ、ウェルズ・ファーゴ、INGグループ、マッコーリー銀行、CIBCが参加。
2015年（平成27年）12月17日には12社も加勢した。顔ぶれは以下。
- モントリオール銀行
- ダンスケ銀行
- インテーザ・サンパオロ
- ナティクシス[8]
- 野村証券[9]
- ノーザン・トラスト
- OP Financial Group
- サンタンデール銀行
- スコシアバンク
- 三井住友銀行
- U.S. Bancorp
- ウエストパック銀行[10]。

2016年（平成28年）2月16日みずほ銀行が、電通国際情報サービス、カレンシーポート、マイクロソフト[10]、マイクロソフトの3社とブロックチェーンの実証実験に臨み提携した。
2016年（平成28年）3月8日には同行は富士通とも実証実験を共同で行うと発表した。
2016年（平成28年）3月14日、R3へSBIホールディングスが参加を発表した。2月末時点で42の金融機関が参加している。
2016年（平成28年）4月25日、Hana Financial Group とItaú Unibanco の参加していたことが分かった。
2016年（平成28年）6月23日にはトヨタファイナンシャルサービスも参加していた。11月3日、ABNアムロ銀行が参加していた。
ABNアムロは2016年（平成28年）10月からデルフト工科大学と共同開発に臨んでいる。
2016年（平成28年）11月、Goldman Sachs、サンタンデール銀行、Morgan Stanleyはそれぞれコンソーシアムから脱退した。

## 論争
彼らが構築したCordaプラットフォームが「ブロックチェーン」ではないとすることを公に宣言するというR3の決定は、2017年初頭に数多くのマスコミやマイクロブロギング・サービスにより批判を浴びた。  R3の主張は、彼らは決してブロックチェーンを構築してなかったということだったが、彼らはブロックチェーンの概念を完全に放棄していないという事実を明白に強調した。Cordaは、「従来のブロックチェーンプラットフォームになるように設計されていない」分散元帳として記述されている。